# Arne Kjærgaard
Arne Kjærgaard er en tidligere dansk atlet. Han var medlem af Hvidovre AK.

## Danske mesterskaber
- Bronze 1980 Højdespring 2,03
- Guld 1979 Højdespring-inde 2,00
- Guld 1977 Højdespring-inde 2,03